# Crevenna
Crevenna (AFI: [kreˈvɛnna], Crevenna in dialetto brianzolo, AFI: [kreˈvɛna]) è una frazione geografica del comune italiano di Erba posta a nord-ovest, verso Ponte Lambro.

## Storia
Crevenna fu un antico comune del Milanese.
Registrato agli atti del 1751 insieme alla cascina di Mornigo come un villaggio di 200 abitanti incluso nella Pieve di Incino, nel 1786 entrò per un quinquennio a far parte della Provincia di Como, per poi cambiare continuamente i riferimenti amministrativi nel 1791, nel 1797 e nel 1798, quando contava 315 residenti.
Portato definitivamente sotto Como nel 1801, alla proclamazione del Regno d'Italia nel 1805 risultava avere 391 abitanti. Nel 1809 il municipio fu soppresso su risultanza di un regio decreto di Napoleone che lo unì per la prima volta ad Erba, ma il Comune di Crevenna fu restaurato nel 1816 dagli austriaci dopo il loro ritorno. Nel 1853 risultò essere popolato da 436 anime, scese a 430 nel 1871. Il censimento del 1921 registrò 470 residenti, ma nel 1927 il regime fascista decise la definitiva soppressione del municipio aggregandolo nuovamente ad Erba seguendo l'antico modello napoleonico.

## Monumenti e luoghi d'interesse

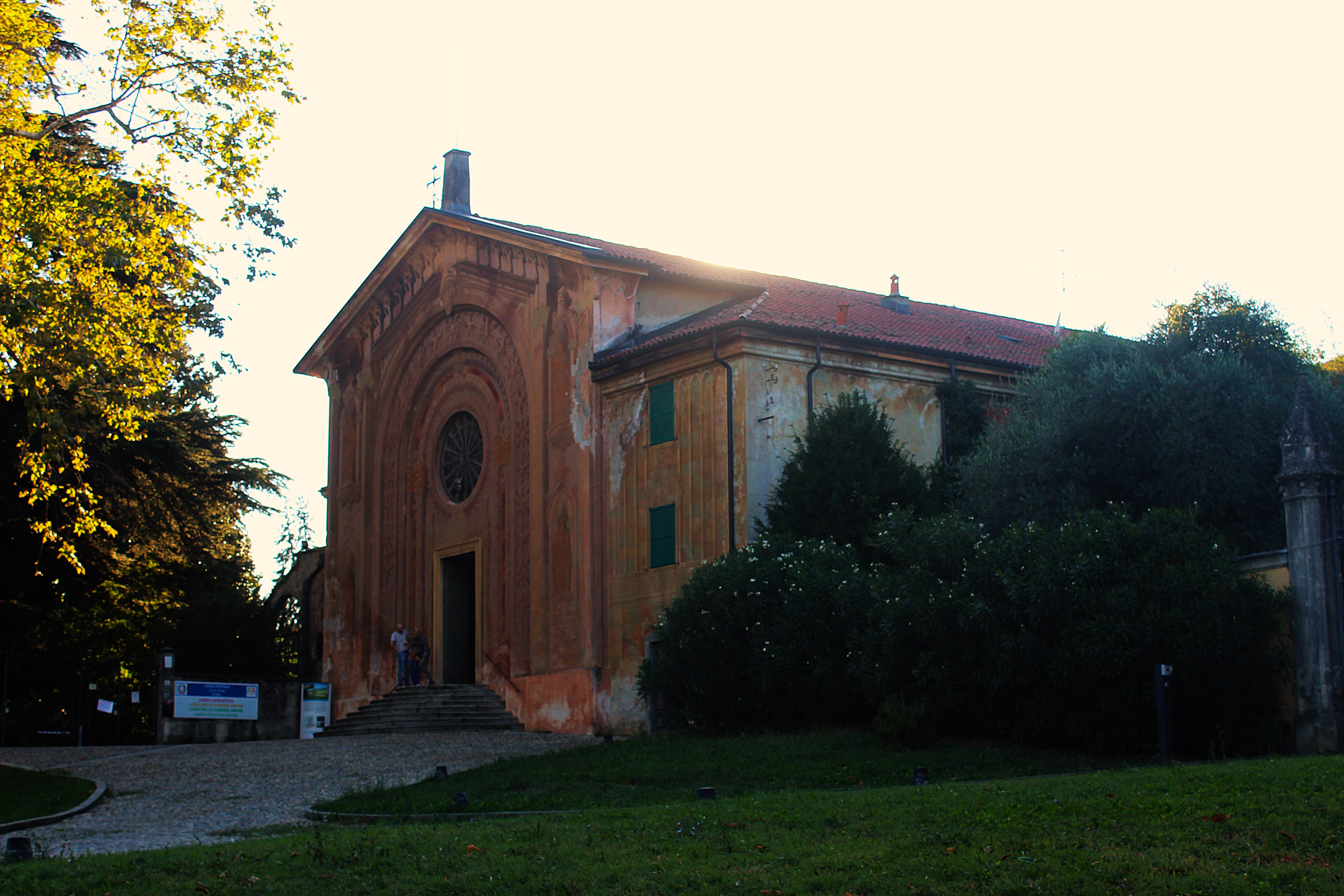
Chiesa di S. Maria degli Angeli

Degna di nota a Crevenna, la chiesa di santa Maria degli Angioli, unico resto dell'ex convento francescano, con il grande affresco della Crocifissione risalente al Cinquecento. Sull'area dell'ex convento Leopoldo Pollack costruì, tra la fine del Settecento e l'inizio dell'Ottocento, Villa Amalia, frequentata da Giuseppe Parini, da Vincenzo Monti e da Ugo Foscolo.